# Haptogenys bipunctata
Haptogenys
Genre
Espèce
Statut de conservation UICN

 DD  : Données insuffisantes
Haptogenys bipunctata, unique représentant du genre Haptogenys, est une espèce de poissons marins de la sous-famille des Blenniinae (famille des Blenniidae).

## Description
Haptogenys bipunctata peut mesurer jusqu'à 77 mm de longueur totale.

## Répartition

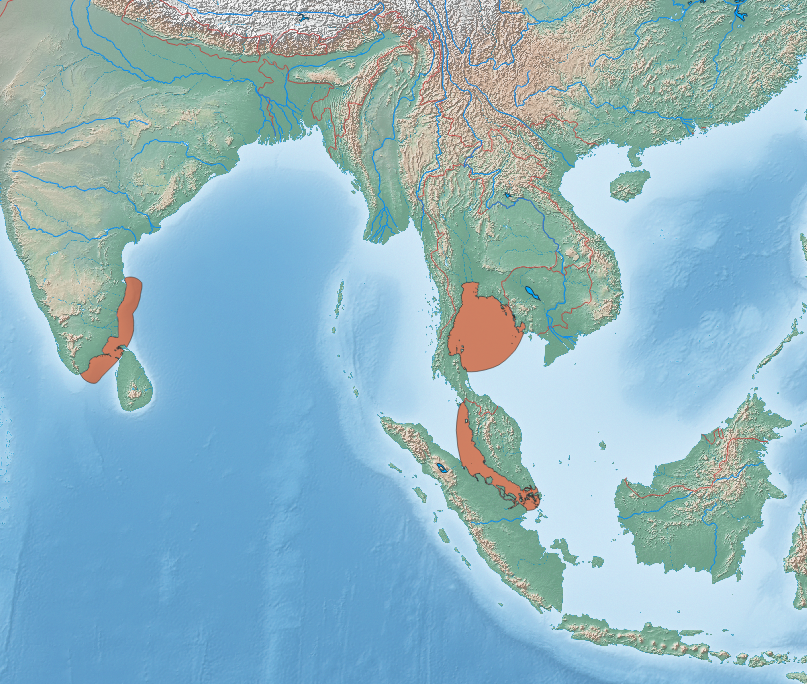
Aire de répartition de Haptogenys bipunctata selon l'UICN (2025).

Ce poisson se rencontre depuis le Sud de l'Inde jusqu'à la Thaïlande et présente, selon Smith-Vaniz (d), une plus importante répartition à l'intérieur de cette zone.

## Systématique
Le nom valide complet (avec auteur) de ce taxon est Haptogenys bipunctata (Day, 1876).
L'espèce a été initialement classée dans le genre Petroscirtes sous le protonyme Petroscirtes bipunctatus Day, 1876.
Le genre Haptogenys a été créé en 1972 par Springer,.
Haptogenys bipunctata a pour synonymes :
- Haptogenys guadripora Springer, 1972
- Haptogenys quadripora Springer, 1972
- Petroscirtes bipunctatus Day, 1876

### Étymologie
Le nom générique, Haptogenys, dérive de la combinaison en grec ancien de ἅπτω (háptô), « liaison », et de γένυς (génus), « mâchoire », et fait référence à la suture des os dentaires de la tribu Omobranchini dont fait partie cette espèce,.
Son épithète spécifique, du latin bi, « deux », et punctata, « tache », fait référence aux deux marques noires présentes sur sa nageoire dorsale.

### Publications originales
- Genre Haptogenys :
  - (en) Victor G. Springer, « Synopsis of the tribe Omobranchini with descriptions of three new genera and two new species (Pisces: Blenniidae) », Smithsonian Contributions to Zoology, SISP (d) et SIP (d), no 130,‎ 1972, p. 1-31 (ISSN 0081-0282 et 1943-6696, DOI 10.5479/SI.00810282.130, lire en ligne).
- Espèce Haptogenys bipunctata, sous le taxon Petroscirtes bipunctatus :
  - (en) Francis Day, The fishes of India; being a natural history of the fishes known to Inhabit the seas and fresh waters of India, Burma, and Ceylon, Part 2, 1876, p. 169-368. 41-78.